# Mycosphaerella bubakii
Mycosphaerella bubakii är en svampart som beskrevs av Aptroot 2006. Mycosphaerella bubakii ingår i släktet Mycosphaerella och familjen Mycosphaerellaceae.   Inga underarter finns listade i Catalogue of Life.